# Scott DeVeaux
Scott Knowles DeVeaux (* 11. November 1954) ist ein US-amerikanischer Musikwissenschaftler, der sich auf Jazz spezialisiert hat.
DeVeaux ist Associate Professor für Musikwissenschaften an der University of Virginia, an der er seit 1974 lehrt. 2001/02 war er Gastprofessor an der Universität Odense.
Bekannt ist er vor allem wegen einer Studie über die Entstehung des Bebop 1997, die mehrfach ausgezeichnet wurde.   Die Studie beleuchtet insbesondere das gesellschaftliche und ökonomische Umfeld und den Einfluss von Protagonisten der Swing-Ära wie Coleman Hawkins. Das Buch entstand aus seiner Dissertation (1985) an der University of California, Berkeley, bei Olly Wilson. Im Jahr 2009 erschien seine mit dem Jazzkritiker Gary Giddins verfasste Jazzgeschichte.
1992/1993 war er Fellow des National Endowment for the Humanities (NEH), für das er eine Studie über Jazz-Konsumenten in den USA schrieb. Er ist Herausgeber der Reihe Readers in American Music bei Oxford University Press.
DeVeaux ist auch Jazz-Komponist.

## Schriften
- The Birth of Bebop – a social and musical history. University of California Press, Berkeley 1997, MacMillan, 1999.
- Jazz in America. Who´s listening ? Research Division Report Nr. 31, 1995, Washington D.C., NEA, Seven Locks Press, Carson, Kalifornien 1995.
- mit Gary Giddins: Jazz. W.W. Norton, 2009.
- mit William Howard Kenney (Herausgeber): The music of James Scott. Smithsonian Institution Press, Washington D.C. 1992.
- Bebop and the recording industry. In: Journal of the American Musicological Society, 1989.
- The Emergence of the Jazz Concert. In: American Music. Band 7. 1989, S. 6–29.
- Constructing the jazz tradition: Jazz Historiography. In: Black American Literature Forum, Band 25, 1991, S. 551; wieder abgedruckt in: Robert O’Meally (Hrsg.): The Jazz Cadence of American Culture. Columbia University Press, 1998, Online.
- Nice Work if you can get it – Thelonious Monk and popular song. In: Black Music Research Journal, Band 19, 1999; wieder abgedruckt in: Rob van der Bliek (Hrsg.): Thelonious Monk Reader. Oxford University Press, 2001.